# Freiwasserweltmeisterschaften 2006
Die Freiwasserweltmeisterschaften 2006 fanden vom 29. August bis 3. September 2006 in Neapel statt. Es wurden Einzelwettbewerbe für Frauen und Männer im Freiwasserschwimmen über die Distanzen 5, 10 und 25 Kilometer ausgetragen.
Die Freiwasserweltmeisterschaften 2006 wurden stark von deutscher Seite geprägt. So gingen alleine drei der sechs Titel an deutsche Athleten: Bei den Frauen gewannen Larissa Iltschenko über 5 und 10 Kilometer sowie Angela Maurer über 25 Kilometer. Bei den Männern sicherte sich Thomas Lurz die Titel über 5 und 10 Kilometer, Josh Santacaterina siegte über 25 Kilometer.

## Ergebnisse Männer
| Wettbewerb | Gold               | Gold    | Silber        | Silber  | Bronze          | Bronze  |
| ---------- | ------------------ | ------- | ------------- | ------- | --------------- | ------- |
| 5 km       | Thomas Lurz        | 1:04:32 | Chip Peterson | 1:04:32 | Simone Ercoli   | 1:04:35 |
| 10 km      | Thomas Lurz        | 2:10:39 | Valerio Cleri | 2:10:40 | Jewgeni Dratzew | 2:10:40 |
| 25 km      | Josh Santacaterina | 5:47:34 | Juri Kudinow  | 5:48:56 | Petar Stojschew | 5:49:00 |

## Ergebnisse Frauen
| Wettbewerb | Gold               | Gold    | Silber           | Silber  | Bronze                  | Bronze  |
| ---------- | ------------------ | ------- | ---------------- | ------- | ----------------------- | ------- |
| 5 km       | Larissa Iltschenko | 1:08:19 | Poliana Okimoto  | 1:08:27 | Britta Kamrau-Corestein | 1:08:46 |
| 10 km      | Larissa Iltschenko | 2:19:49 | Poliana Okimoto  | 2:19:59 | Xenia Popowa            | 2:19:59 |
| 25 km      | Angela Maurer      | 6:22:46 | Natalija Pankina | 6:22:47 | Xenia Popowa            | 6:22:51 |